# 淺色突吻鱈
淺色突吻鱈，為輻鰭魚綱鱈形目鼠尾鱈科的其中一種，分布於中太平洋東部墨西哥海域，屬深海底棲性魚類，深度990-1626公尺，體長可達65公分，棲息在底層水域，生活習性不明。

## 扩展阅读
維基物種上的相關：淺色突吻鱈